# Petr Chňoupek
Petr Chňoupek (* 24. ledna 1972 Mastník) je moravský novinář, publicista a komunální politik. Od roku 1998 do roku 2022 byl zastupitelem obce Mastník. V letech 1999–2014 byl místostarostou obce.

## Život
Vystudoval Střední průmyslovou školu v Třebíči, poté absolvoval čtyři semestry na Filozofické fakultě Masarykovy univerzity v Brně. Od roku 1995 pracoval jako redaktor Horáckých novin, od roku 2012 do roku 2023 pak jako šéfredaktor.

## Politické působení
Od roku 1990 byl členem Liberálně demokratické strany, poté Občanské demokratické aliance a na přelomu tisíciletí US-DEU. V roce 2016 byl několik měsíců členem krajského výboru a krajským tajemníkem STAN na Vysočině. Od roku 2018 je členem Moravského zemského hnutí.
V současné[kdy?] době je též předsedou spolku Povodí Stařečského potoka, který se zabývá osvětovou prací na poli historie a kultury.
V krajských volbách v roce 2020 byl lídrem Moravského zemského hnutí v Kraji Vysočina.
Ve volbách do Senátu PČR v roce 2024 kandidoval za Moravské zemské hnutí (MZH) v obvodu č. 53 – Třebíč. Se ziskem 3,96 % hlasů skončil na 6. místě a senátorem se tak nestal.